# Frequenamia loricatus
Frequenamia loricatus är en insektsart som beskrevs av Henry Fairfield Osborn 1923. Frequenamia loricatus ingår i släktet Frequenamia och familjen dvärgstritar. Inga underarter finns listade i Catalogue of Life.